# Dinkytown
Dinkytown ist ein Gebiet in der Nähe von Marcy Holmes in Minneapolis, Minnesota, in den USA. Der Stadtteil beherbergt viele Kleinbetriebe, Restaurants, Bars und Wohnanlagen, die häufig von Studenten bewohnt werden. Dinkytown befindet sich nördlich von dem University of Minnesota Campusgelände.
In Dinkytown befinden sich bemerkenswerte Landmarken wie das Dinky Dome, die Loring Pasta Bar (Ein Wohnhaus, in dem ehemals Bob Dylan wohnte, welches später jedoch in einen Drogeriemarkt und letztendlich in eine Gaststätte umgebaut wurde.), The Purple Onion (Ein Café in dem Dylan angeblich einen Auftritt hatte, welches mittlerweile jedoch geschlossen hat.) und Al’s Breakfast (Die kleinste Gaststätte der Stadt.). Die Hauptstraße von Dinkytown (4th Street) war angeblich Dylans Inspiration für das Musikstück „Positively 4th Street“. Zudem lebte Bob Dylan einige Zeit später auch in der West 4th Street in New York City.
Obwohl die Herkunft des Namens „Dinkytown“ nicht geklärt ist, wurde er vermutlich von dem „Dinkytown Wirtschaftsverband“ entnommen, welcher sich 1948 gegründet hat.

## Namensentstehung
- Aufgrund der Wagen (Sogenannte Dinkys), welche durch das Gebiet (Heutiges Dinkytown) fuhren.
- Aufgrund der Tender am Gleisgelände, welche ebenfalls Dinkys genannt werden.
- Das Theater in Dinkytown hatte nur vier Sitzreihen. Diese vier Reihen wurden „The Dinky“ genannt.
- Für viele Menschen in Amerika sind kleine Städte unwichtig oder unbedeutend. Deswegen der Name „Dinky“ (unwichtig)